# تپه خاکستان قبر
تپه خاکستان قبر در شهرستان قزوین، روستای بلکان واقع شده و این اثر در تاریخ ۲۵ اسفند ۱۳۷۹ با شمارهٔ ثبت ۳۳۰۹ به‌عنوان یکی از آثار ملی ایران به ثبت رسیده است.